# Uta Hagen

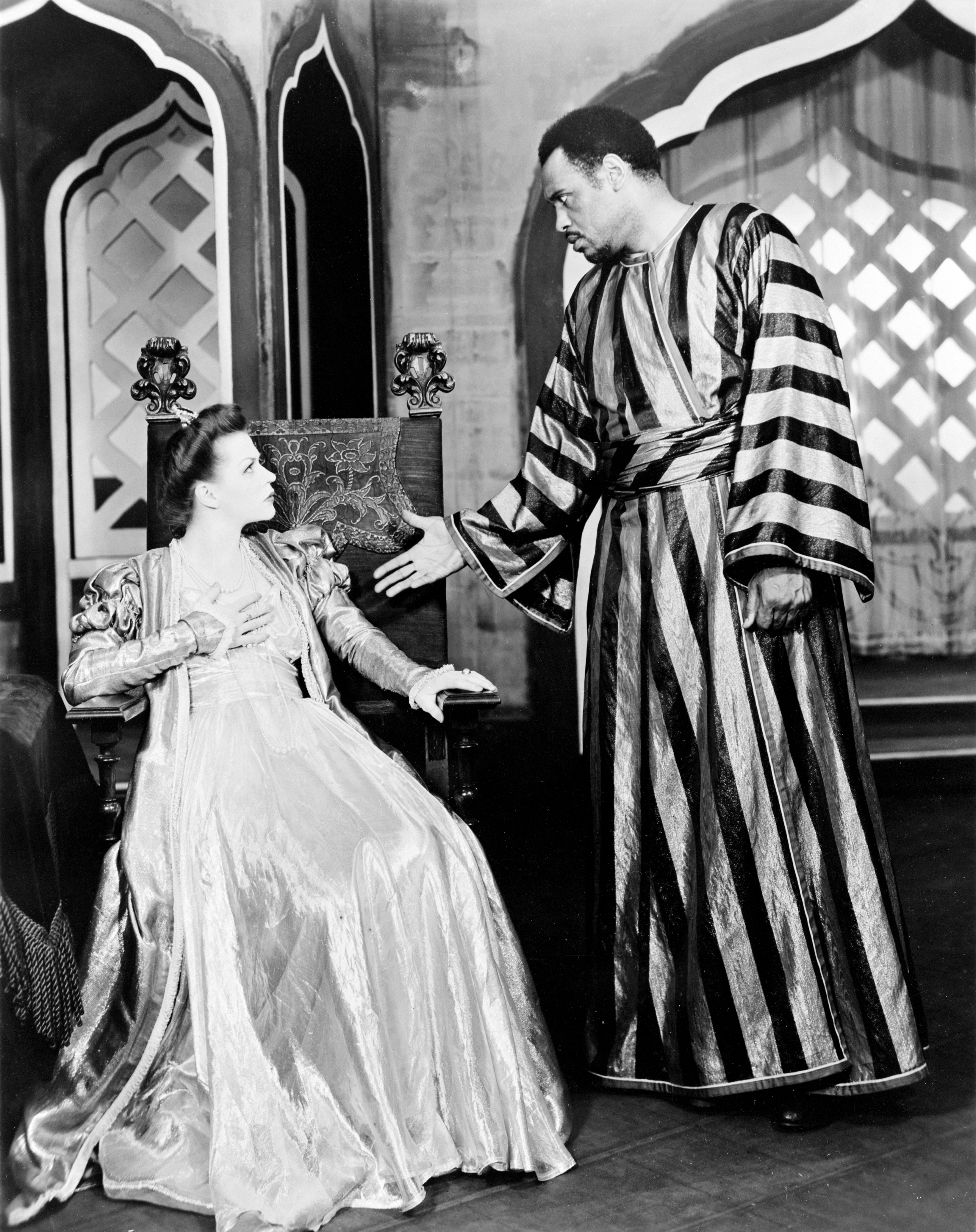
Uta Hagen med Paul Robeson i teaterföreställningen Othello.

Uta Tyra Hagen, född 12 juni 1919 i Göttingen, Tyskland, död 14 januari 2004 i New York, var en tysk-amerikansk skådespelare.
Uta Hagen var dotter till en konsthistoriker och operasångerska, som utvandrade från Tyskland till USA 1924. Hon gjorde Broadwaydebut 1938. Hennes mest kända roll är som Martha i originaluppsättningen av Vem är rädd för Virginia Woolf? på Broadway 1962, för vilken hon belönades med en Tony. Hon vann ytterligare två Tonyutmärkelser under sin karriär.
Hon framträdde huvudsakligen på scen, såväl i klassiker av Shakespeare och George Bernard Shaw som i modernare pjäser av exempelvis Tennessee Williams. Hagen filmade endast sporadiskt; bland hennes mest kända filmer märks Den andre (1972) och Pojkarna från Brasilien (1978).
Hon undervisade i scenisk framställning och producerade även läromedel i ämnet.
Hon var gift 1938–1948 med skådespelaren José Ferrer. 1957 gifte hon sig med teaterläraren Herbert Berghof och de var gifta till hans död 1990.
Hagen drabbades av en stroke 2001 och avled 2004.

## Filmografi (urval)
- 1972 – Den andre
- 1978 – Pojkarna från Brasilien
- 1990 – Mysteriet von Bülow